# ビーマン・バングラデシュ航空60便着陸失敗事故
ビーマン・バングラデシュ航空60便(ボンバルディアQ400)は、バングラデシュの首都ダッカにあるシャージャラル国際空港と、ミャンマーのヤンゴン国際空港を結ぶ国際定期旅客便であった。 2019年5月8日、事故機は着陸時に滑走路を逸脱し、大きく三つに別れ大破した。死者はなかったが、乗員5人を含む28人の乗客のうち24人が怪我(重傷12名、軽傷8名)をした。

## 事故機について
事故機の登録番号はS2-AGQであった。 事故機はスマートアビエーション・カンパニーに2011年に納入された。その後2015年4月にビーマン・バングラデシュ航空へ新造機としてリースされた 。2019年１月時点での総飛行時間は8,115時間であった。

## 事故発生
出発地の現地時間である5月8日15時15分頃、60便はシャージャラル国際空港発、ヤンゴン国際空港行きの定期旅客便としてダッカを出発した。着陸時、付近は雷雨に見舞われ、視界は3000ｍから4000ｍ程度、風速は18km/hから36km/hと、天候は非常に悪かった。 事故機は、ヤンゴン国際空港の滑走路21への着陸中に突如左側に逸れ、滑走路を逸脱した。のちに機体は滑走路の隣にある芝生の上で停止したものの、衝撃で機体は三分割され、ランディングギアや右翼も大きな損傷を受けた。 
火災は発生せず、死者もなかったが、4名のクルー及び8名の乗客が重傷を負った。機体は大きな損傷を受け、修理は不可能とされた。

## 事故原因
ミャンマー航空事故調査局の最終報告書では、悪天候下の着陸において機体が不安定な状態に陥った際に着陸復行(ゴーアラウンド)すべきであったにもかかわらず、操縦士が適切に判断を行なわず着陸を強行しようとしたことが本事故に繋がった主な原因であると結論付けている。
その他、事故発生当時、現地は視程の乏しい悪天候であったが、空港施設のILSのグライドスロープが機能していなかった。また、滑走路進入時の対気速度が140～150ノットという高速（これは通常の進入速度を20～30ノット超過しており、離陸速度も大幅に超過した速度)であったことなどが言及されている。